# Margheritina
Margheritina és una escultura de Miquel Blay i Fàbrega del 1892. La versió original en guix es pot trobar al Museu de la Garrotxa. La figura mesura 43,5 × 40 × 30cm. Blay n'ha fet fer diversos exemplars d'aquestes mides, de guix, i de bronze platejat i també un exemplar de bronze en un format més petit (20,5 × 19 × 13 cm). Va confiar la talla en marbre als Tallers Bechini de Barcelona, a partir del seu model de guix.

## Context històric de l'obra
Aquesta obra va ser realitzada a Roma durant els anys del pensionat. Formava part de la darrera tramesa de treballs a què estava condicionat Miquel Blay segons les bases de la concessió de la beca d'estudis.
Sembla que, per aquest bust, Miquel Blay devia fer servir com a model la mateixa nena del grup dels Primers Freds. Aquesta obra, juntament amb el bust Cap de vell van ser donades per l'artista a la Diputació provincial al mes de març de 1893.
Per aquesta obra, Miquel Blay va rebre un diploma de mèrit a la II Exposició General de Belles Arts de Barcelona de 1894 i una segona medalla a l'Exposición de Bellas Artes de Bilbao, també de 1894.
Un altre exemplar pertany al Museu Sorolla a Madrid, la capital d'Espanya.

## Descripció
Es tracta d'un retrat, fins al pit, d'una nena d'uns set anys. Porta un llaç al cap que li recull els cabells pentinats en una llarga trena al darrere. Té un modelat exquisit, amb laboriós treball a la part de la roba que representa l'escot del vestit. Al davant de la base hi figura la inscripció «Margheritina».

## Exposicions
L'exemplar de guix:
- Exposició Commemorativa del I Centenari del naixement de Miquel Blay i Fàbrega, Olot, setembre 1966.
- Cinquantenari de la mort de Miquel Blay i Fàbrega, Olot, Escola de Belles Arts d'Olot, 11 juliol- 17 d'agost de 1986.
- Escultura Catalana del segle xix, Del Neoclassicisme al Realisme, Consolat de Mar, Barcelona 2-23 nov. 1989.
- Figurava a la Sala Blay del Museu Arqueològic d'Olot.

Altres exemplars de l'obra es van exposar a:
- II Exposició General de Belles Arts, Barcelona, 1894.
- Exposición de Bellas Artes, Bilbao, 1894.
- Salon de la Societé des Artistes Français, Paris 1895.
- Tercera Exposició General de Belles Arts, Barcelona, 1896.
- Exposición Nacional de Artes Decorativa, Circulo de Bellas Artes de Madrid, 1911.
- El Modernismo en España, Madrid, Casón del Buen Retiro, 1969, Barcelona, 1970.
- Cinquantenari de la mort de Miquel Blay i Fàbrega, Olot, Escola de Belles Arts d'Olot, 11 juliol- 17 d'agost de 1986.